# 西涼掌
西涼掌，又稱曦陽掌、西陽掌，為中國武術流派之一，屬於少林寺北派拳法，流傳於安徽、河南、上海、江蘇、台灣等地。

## 源流
西涼掌的起源有三國名將馬超所創，魏文帝時代少林寺僧人所創等不同的說法，後來河南武術高手神手唐殿卿不再走鏢後，在揚州傳拳授藝，主要傳授查拳跟西涼掌一派的三種拳法，西涼掌由他而發揚光大，所以也有人推論西涼掌的三種拳法是唐殿卿所創。唐殿卿將西涼掌傳授給劉紹臣、楊恆壽、熊養和，劉紹臣再傳田永庚、劉桂歧、張正魁、江子泉等，

## 介紹
西涼掌以掌命名，因為該拳種多上肢動作，以掌法為，動作靈活多變，拳腳並用，發勁時講究以意領氣，以氣催力，力發於腰，輸於四肢，強調以巧取勝，又要求掌上的力度跟硬功，套路從頭至尾一氣呵成，俗説“西涼掌一百零八響，三十六響一合”。
西涼掌的手法多而密集、快而多變，尤善用掌，掌法靈活善變，握之成拳、撮之成勾、可打可刁可拿可抓、可點穴、又善以掌指擊人，接觸面小而創敵重。行拳走勢中手到腿到，彈腿、擺蓮腿、裏合腿、纏絲腿、旋風腿連番使出神出鬼沒，尤其善用膝法和震腳，一步一膝，連環發擊，配以手法，手腳並用。

## 套路
西涼掌的套路主要有三拳之說，分別是石頭拳、青毛獅拳跟西涼掌三種，但台灣太極拳名家也是唐殿卿的弟子熊養和還有傳授一套五合手，也宣稱是唐殿卿將西涼掌結合彈腿、形意拳、八卦掌、太極拳招式所創，又名為稀樣掌。

## 來源
1. 1 2 3  仇志剛 《西涼掌》
2. ↑  .   [2022-12-23]. （原始内容存档于2022-12-24）.